# Hemeroblemma dolon
Hemeroblemma dolon är en fjärilsart som beskrevs av Pieter Cramer 1777. Hemeroblemma dolon ingår i släktet Hemeroblemma och familjen nattflyn. Inga underarter finns listade i Catalogue of Life.

## Bildgalleri

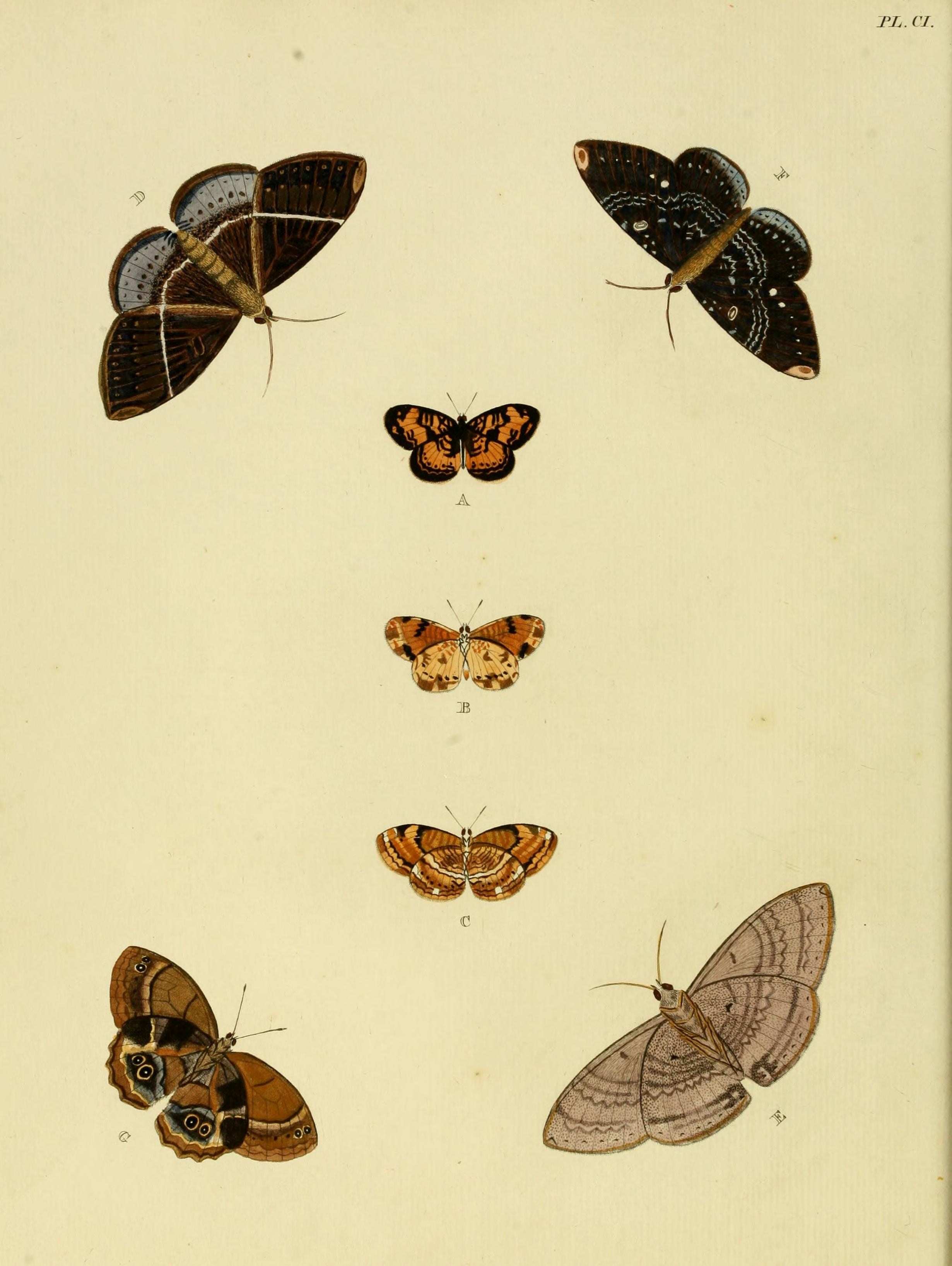